# Championnat d'Arabie saoudite de football 2019-2020
Navigation
Saison précédente Saison suivante
La saison 2019-2020 du championnat d'Arabie saoudite de football est la quarante-quatrième édition du championnat de première division en Arabie saoudite. La Premier League regroupe les seize meilleurs clubs du pays au sein d'une poule unique, où ils s'affrontent deux fois au cours de la saison, à domicile et à l'extérieur. À la fin de la compétition, les trois derniers du classement sont relégués et remplacés par les trois meilleurs de la deuxième division.

## Qualifications continentales
Quatre places qualificatives pour la Ligue des champions sont attribuées : trois pour les trois premiers au classement à l'issue du championnat, et une pour le vainqueur de la Kings Cup. Si le vainqueur de la Kings Cup s'est classé parmi les trois premiers du championnat, c'est le 4e au classement qui obtient son billet pour la Ligue des champions. 

## Déroulement de la saison
Le 7 mars 2020, le ministère des Sports annonce que tous les matchs se joueront à huis clos à cause de la pandémie de Covid-19.
Le 14 mars 2020, le ministère suspend toutes les compétitions.
Le 21 juin 2020, les clubs peuvent reprendre l'entraînement, le 4 août 2020 la compétition reprend, la fin du championnat est prévue le 9 septembre 2020.

## Équipes

### Clubs participants
- Al-Nassr FC
- Al-Hilal FC
- Al-Ahli SC
- Al-Ittihad Club
- Al-Fateh FC
- Al-Taawoun FC
- Al-Adalah FC  - Promu de D2
- Abha Club  - Promu de D2
- Al-Faisaly FC
- Al-Shabab FC
- Damac FC - Promu de D2
- Al-Raed FC
- Al-Ettifaq FC
- Al-Fayha FC
- Al Wehda
- Al-Hazm Rass

### Joueurs étrangers
Le nombre de joueurs étrangers est réduit à partir de cette saison de 8 à 7 par équipes.

## Compétition

### Classement
| Rang | Équipe          | Pts | J  | G  | N | P  | Bp | Bc | Diff |
| ---- | --------------- | --- | -- | -- | - | -- | -- | -- | ---- |
| 1    | Al-Hilal FCC    | 72  | 30 | 22 | 6 | 2  | 74 | 26 | +48  |
| 2    | Al-Nasr RiyadT  | 64  | 30 | 19 | 7 | 4  | 60 | 26 | +34  |
| 3    | Al Ahli         | 50  | 30 | 15 | 5 | 10 | 49 | 36 | +13  |
| 4    | Al Wehda        | 49  | 30 | 16 | 1 | 13 | 45 | 40 | +5   |
| 5    | Al Faisaly      | 48  | 30 | 14 | 6 | 10 | 41 | 36 | +5   |
| 6    | Al-Raed         | 46  | 30 | 13 | 7 | 10 | 41 | 50 | -9   |
| 7    | Al-Shabab Riyad | 43  | 30 | 12 | 7 | 11 | 38 | 37 | +1   |
| 8    | Ettifaq FC      | 42  | 30 | 13 | 3 | 14 | 46 | 38 | +8   |
| 9    | Abha ClubP      | 38  | 30 | 11 | 5 | 14 | 41 | 52 | -11  |
| 10   | Damac FCP       | 35  | 30 | 9  | 8 | 13 | 37 | 52 | -15  |
| 11   | Ittihad FC      | 35  | 30 | 9  | 8 | 13 | 42 | 41 | +1   |
| 12   | Al-Taawoun      | 35  | 30 | 10 | 5 | 15 | 33 | 40 | -7   |
| 13   | Al-Fateh        | 33  | 30 | 8  | 9 | 13 | 42 | 49 | -7   |
| 14   | Al-Fayha        | 32  | 30 | 8  | 8 | 14 | 34 | 44 | -10  |
| 15   | Al-Hazm Rass    | 27  | 30 | 7  | 6 | 17 | 40 | 61 | -21  |
| 16   | Al-Adalah FCP   | 21  | 30 | 4  | 9 | 17 | 27 | 62 | -35  |

|  | Qualification pour la Ligue des champions de l'AFC 2021                               |
|  | Qualification pour le tour préliminaire de la Ligue des champions de l'AFC 2021       |
|  | Relégation en deuxième division                                                       |
|  | T : Tenant du titre C : Vainqueur de la Kings Cup 2020 P : Promu de deuxième division |

- Al Wehda qualifié pour la Ligue des Champions, le champion Al-Hilal FC étant également vainqueur de la Kings Cup 2020

## Bilan de la saison
| Championnat d'Arabie saoudite de football 2019-2020 |                         |
| Champion                                            | Al-Hilal FC (16e titre) |
| Coupes et trophées                                  |                         |
| Vainqueur de la Kings Cup                           | Al-Hilal FC             |
| Qualifications continentales                        |                         |
| Ligue des champions de l'AFC 2021                   | Al-Hilal FC             |
| Ligue des champions de l'AFC 2021                   | Al-Nasr Riyad           |
| Ligue des champions de l'AFC 2021                   | Al Ahli                 |
| Ligue des champions de l'AFC 2021                   | Al Wehda                |
| Coupe du golfe des clubs champions 2020-2021        |                         |
| Promotions et relégations                           |                         |
| Promus en Premier League                            | Al-Aïn Football Club    |
| Promus en Premier League                            | Al-Batin Football Club  |
| Promus en Premier League                            | Al-Qadisiya Al-Khubar   |
| Relégués en First Division                          | Al-Fayha                |
| Relégués en First Division                          | Al-Hazm Rass            |
| Relégués en First Division                          | Al-Adalh FC             |